# (1709) Ukraina
(1709) Ukraina – planetoida z pasa głównego asteroid okrążająca Słońce w ciągu 3 lat i 245 dni w średniej odległości 2,38 au. Została odkryta 16 sierpnia 1925 w Obserwatorium Simejiz na górze Koszka na Półwyspie Krymskim przez Grigorija Szajna. Nazwa planetoidy pochodzi od Ukrainy. Przed nadaniem nazwy planetoida nosiła oznaczenie tymczasowe (1709) 1925 QA.